# Berkheya fruticosa
Berkheya fruticosa là một loài thực vật có hoa trong họ Cúc. Loài này được (L.) Ehrh. mô tả khoa học đầu tiên.